# Pherbellia cingulata
Pherbellia cingulata är en tvåvingeart som först beskrevs av Verbeke 1950.  Pherbellia cingulata ingår i släktet Pherbellia och familjen kärrflugor.
Artens utbredningsområde är Kongo. Inga underarter finns listade i Catalogue of Life.